# Christian Ludwig von Sydow
Christian Ludwig von Sydow (* 6. Juli 1733 in Rohrbeck; † 29. März 1795) war ein preußischer Landrat. Er stand von 1769 bis zu seinem Tod dem Arnswalder Kreis vor.
Er stammte aus der brandenburgischen uradligen Familie von Sydow. Sein Vater Friedrich Ludwig von Sydow (* 1701; † 1742) war preußischer Landrat. Seine Mutter war Auguste Sophie geborene von Waldow.
Christian Ludwig von Sydow trat 1747 in die preußische Armee ein, in der er bis 1764 diente. Er schied mit dem Charakter eines Hauptmanns („Capitain“) aus. 
1769 wurde er als Nachfolger des verstorbenen Hans Christoph Dietloff von der Goltz zum Landrat des Arnswalder Kreises in der Neumark bestellt. Im Amt blieb er bis zu seinem Tod 1795; sein Nachfolger als Landrat wurde Carl Johann Christoph von Dietherdt.
Er war zweimal verheiratet und hinterließ seine Witwe und fünf Kinder.